# سرتنغ ده كهنة حميد أباد (باتاوة)
سرتنغ ده كهنة حميد أباد (بالفارسية: سرتنگ ده کهنه حمیدآباد) هي قرية تقع في إيران في قسم باتاوة الريفي. يقدر عدد سكانها بـ 36 نسمة بحسب إحصاء 2016.